# Louis-Ambroise Dubut
Pour les articles homonymes, voir Dubut.
Louis-Ambroise Dubut, né en 1769 à Paris et mort le 8 septembre 1845, est un architecte et dessinateur français.
Il obtient le grand prix d'architecture par décision du 23 septembre 1797. Membre de l'École française de Rome, il aura été l'élève de Claude-Nicolas Ledoux à école des beaux-arts.
Il expose aux salons de 1802 et 1804.

## Réalisations
Sous le Premier Empire, il édifie l'hôtel de la Préfecture du département de la Roer à Aix-la-Chapelle.
Entre 1809 et 1814, il est chargé des travaux de restauration de la cathédrale de Reims. À la demande du gouvernement en 1812, il remanie sévèrement l'ancien château de Gaillon en vue de l'aménager en une maison centrale. Louis-Robert Goust lui succède dans cette tâche avant 1814. 

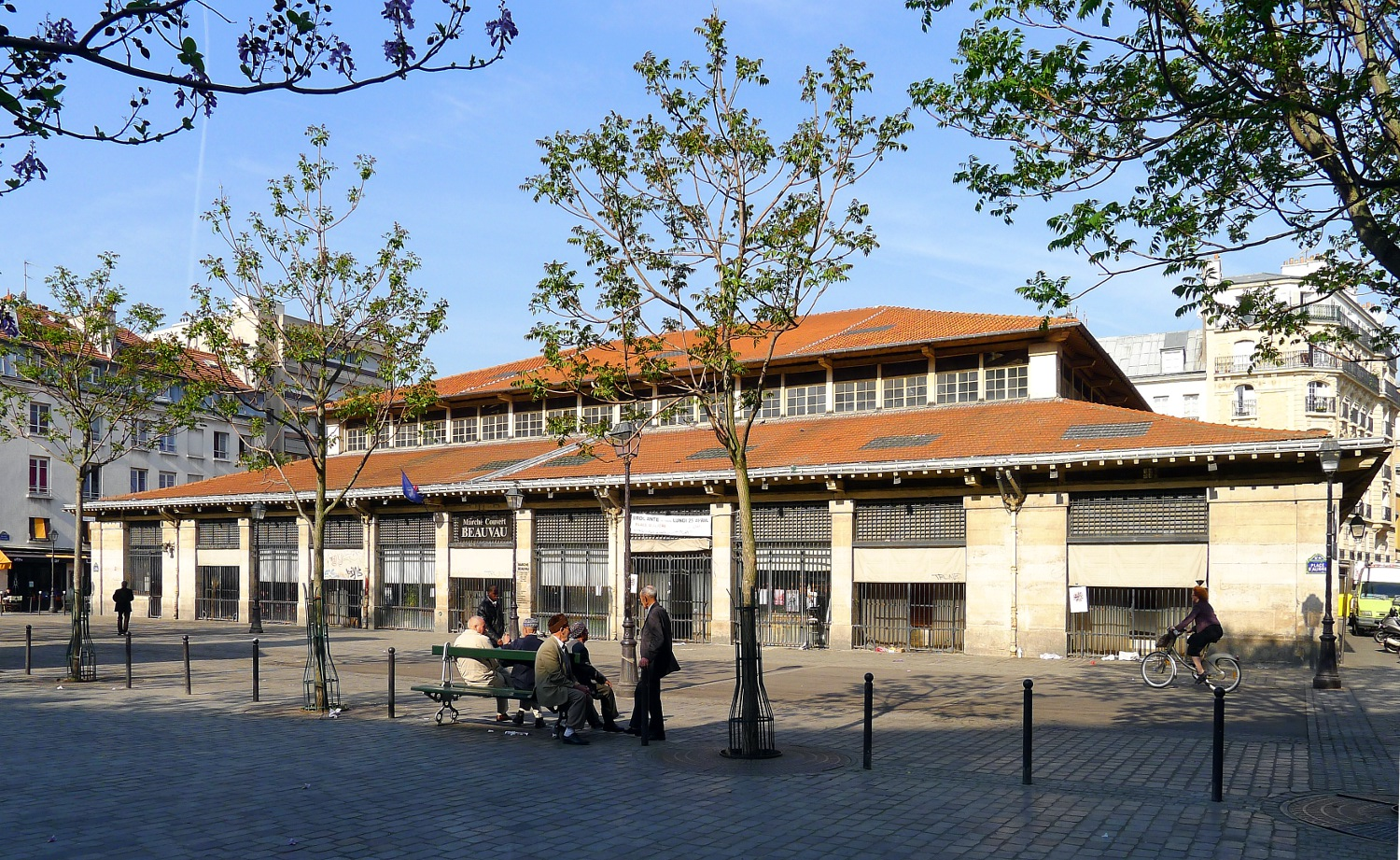
Le marché Beauvau - Paris 12e.

Il construit le marché des Blancs-Manteaux et le marché Beauvau à Paris, procède aux premiers aménagements de la maison centrale d'Ensisheim dans les dépendances du Collège des Jésuites (1810-1811), un dépôt de mendicité à Caen, un dépôt de mendicité et une halle aux blés à Saint-Dizier en 1811 (qui a laissé place au théâtre municipal en 1860), des Bains civils  à Bourbonne.
On lui doit l'écluse d'Anglure.
Sa signature figure sur le plan de l'hôtel-Dieu Saint-Nicolas de Melun (utilisé comme prison au XIXe siècle) sur papier aquarellé daté du 18 juin 1813 signé Chamblain (architecte) et Dubut (architecte).
Après 1814, il se rend en Russie où il est employé aux colonies militaires par les empereurs Alexandre et Nicolas et fait partie de l’Académie des arts de Saint-Pétersbourg.
Il fait son entrée à la société centrale des architectes français en 1840.

## Distinction
- Commandeur de l'ordre de Sainte-Anne de Russie[5]

## Collection

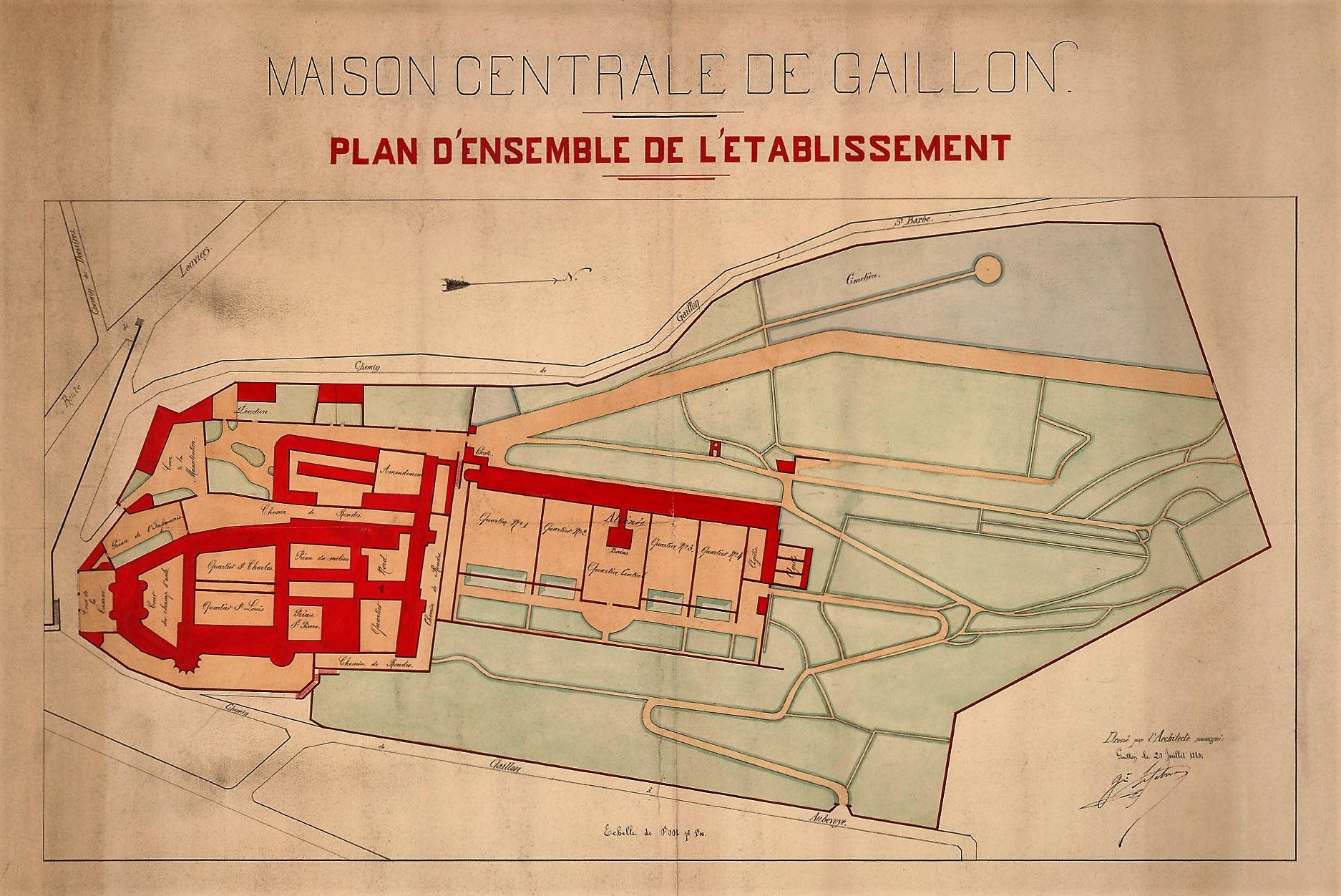
Le plan de la maison centrale de Gaillon - 1812.

L'intérêt du collectionneur Hippolyte Destailleur (1822-1893) s'est porté notamment sur un document important dans l'histoire du château de Gaillon.
Plan de l'état actuel des bâtiments de l'ancien château de Gaillon dépt de l'Eure (dessin) - Description matérielle : Plan à la plume et lavis à l'encre de Chine : 44,7 x 30 cm - Description technique de l'image : dessin - plume - lavis - encre de Chine - Note : Sig. de l'architecte en bas à droite du plan - Édition : XVIIIe siècle.
Sur un autre plan, son camarade Alexandre-Romain Honnet a fait de lui son portrait en 1802.

## Publications
Il rédige et publie plusieurs ouvrages :
- Architecture civile. Maisons de ville et de campagne de toutes formes et de tous genres, projetées pour être construites sur des terreins de différentes grandeurs ; ouvrage utile à tous constructeurs et entrepreneurs, et à toutes personnes qui, ayant quelques connaissances en construction, veulent elles-mêmes diriger leurs bâtimens. Dédié a Monsieur Joseph-Benoît Suvée, peintre et directeur de l'école française des Beaux Arts à Rome… Paris, imprimerie de J.M. Eberhart, an XI (1803).
- Architecture civile : maisons de ville et de campagne de toutes formes et de tous genres, projetées pour être construites sur des terreins de différentes grandeurs : ouvrage utile à tous constructeurs et entrepreneurs, et à toutes personnes qui, ayant quelques connaissances en construction, veulent elles-mêmes diriger leurs bâtimens… Paris, imprimerie de J.M. Eberhart, an XI (1803).
- Architecture civile. Maisons de ville et de campagne de toutes formes et de tous genres, projetées pour être construites sur des terreins de différentes grandeurs : ouvrage utile à tous constructeurs et entrepreneurs, et à toutes personnes qui, ayant quelques connaissances en construction, veulent elles-mêmes diriger leurs bâtiments… Paris, veuve Jean, 1837 (Seconde édition: Paris, Marie et Bernard, 1847).
- Le temple de la pudicité (Rome), restauration exécutée en 1801. Paris, Firmin-Didot, 1879.
- Restaurations des monuments antiques par les architectes pensionnaires de l'Académie de France à Rome depuis 1788 jusqu'à nos jours, publiées avec les mémoires explicatifs des auteurs… Paris, Firmin-Didot, 1879 (avec Jean-Antoine Coussin).
- Nouveau mémoire sur le projet de chemin de fer de Paris à Versailles, par Saint-Cloud et Ville-d'Avray… Paris, imprimerie de Dondey-Dupré, 1836[7].